# ميتشيهيرو أوزاوا
ميتشيهيرو أوزاوا (小沢 通宏) (ولد 25 ديسمبر 1932) هو لاعب كرة قدم ياباني وشارك في دورة الألعاب الاولمبية الصيفية عام 1956 في ملبورن.

## روابط خارجية
1. ↑  "Michihiro Ozawa Biography and Statistics". Sports Reference. مؤرشف من الأصل في 2018-05-27. اطلع عليه بتاريخ 2009-10-27.

- ميتشيهيرو أوزاوا على موقع ناشيونال فوتبول تيمز (الإنجليزية)
- ميتشيهيرو أوزاوا على موقع عالم كرة القدم.نت (الإنجليزية)
- ميتشيهيرو أوزاوا على موقع أوليمبيديا (الإنجليزية)